# Lizanne Knott
Lizanne Knott é uma cantautora natural de Filadélfia, vencedora de vários prémios e apresentadora do lendário The New York Songwriters Circle.
Em 2012 lança o quinto álbum de estúdio, Marionette,  que conta com a participação de vários músicos convidados e um dueto com a cantora Melody Gardot, "There Are Angels".
A cantora é frequentemente convidada pelo co-fundador da revista Time Out e famoso apresentador de rádio britânico, Bob Harris, nos seus programas na BBC Radio 2.

## Discografia[6]
- 2002- Limited Edition
- 2006- Under the Burning Sky
- 2007- Heal Africa
- 2008- South of Graceland
- 2012- Marionette